# Pour le meilleur et le pire
Pour les articles homonymes, voir Pour le meilleur et pour le pire.
Pour le meilleur et le pire (Til Death) est une série télévisée américaine de 81 épisodes créée par Josh Goldsmith et Cathy Yuspa et diffusée entre le 7 septembre 2006 et le 20 juin 2010 sur le réseau FOX.
En Belgique, La série est diffusée depuis le 15 mars 2008 sur La Une. En France, la série a été diffusée depuis le 3 mai 2008 sur TPS Star et à partir du 12 décembre 2012 sur HD1. En Suisse, la série est diffusée sur TSR 1.

## Synopsis
Eddie et Joy Stark sont mariés depuis 23 ans. L'arrivée de nouveaux voisins, Jeff et Steph Woodcock, mariés depuis douze jours, est alors l'occasion d'observer le contraste entre leurs relations et comportements.

## Distribution

### Distribution principale
- Brad Garrett (VF : Emmanuel Jacomy) : Eddie Stark
- Joely Fisher (VF : Ivana Coppola) : Joy Stark
- Eddie Kaye Thomas (VF : Emmanuel Garijo) : Jeff Woodcock (2006-2008)
- Kat Foster (VF : Barbara Beretta) : Steph Woodcock (2006-2008)
- J.B. Smoove (VF : Lucien Jean-Baptiste) : Kenny Westchester (2008)
- Krysten Ritter (saisons 1 et 2), Laura Clery (saison 3), Lindsey Broad (saison 4, 10 épisodes), Kate Micucci (saison 4, 12 épisodes) (VF : Kelly Marot) : Ally Stark
- Timm Sharp (VF : Maël Davan-Soulas) : Doug Van Stuessen (2009-2010)

### Distribution secondaire
- Nick Bakay (VF : Patrick Préjean) : Karl
- Martin Mull (VF : Michel Prudhomme) : Whitey
- Kathleen Rose Perkins (VF : Julie Turin) : Principal Duffy
- Anthony Anderson (VF : Daniel Lobé) : Cofeld
- Margaret Cho (VF : Véronique Volta) : Nicole
- Jerry Lambert : Stan
- Will Sasso : Russ
- Kevin Nealon (VF : Maurice Decoster) : Steven
- Susan Yeagley (VF : Virginie Ledieu) : Simona
- Lainie Kazan : Donna, la mère de Joy
- Barry Bostwick : Le père de Doug

## Épisodes

### Première saison (2006-2007)
1. Les nouveaux voisins... (Pilot)
2. Donnant donnant ! (Sex For Furniture)
3. Joy part à la chasse (The Ring)
4. Eddie la bricole (The Wood Pile)
5. Jardin secret (The Garage Band)
6. Sa mère et les enfants d'abord ! (Your Mother or Your Wife)
7. Même pas en rêve ! (Dream Weaver)
8. Le début de la fin (Death Sex)
9. Débranché ! (The Toaster)
10. Une fin d'année difficile (Daddy's Girl)
11. Bon anniversaire Vicky qui ? (The Anniversary Party)
12. Un palet dans la mare (The Hockey Lie)
13. Une situation gelée (Fight Friend)
14. La nouvelle collègue (The Colleague)
15. Quand le chat n'est pas là (The Bachelor Party)
16. Rancune tenace (The Italian Affair)
17. Céramique appliquée (The Clay Date)
18. Promis, on va changer (I Heart Woodcocks)
19. Missions impossibles (The Coffeemaker)
20. En fin seul! (That's Ridiculous)
21. Webby le magnifique (Webby's Not Happy)
22. Trop c'est trop (Summer of Love)

### Deuxième saison (2007-2008)
1. Arrête de chanter (Performance Anxiety)
2. 4 voisins et un enterrement (Four Neighbors and a Funeral)
3. Va jouer dehors (Come Out and Play)
4. L'expert du X (Tale of the Tape)
5. Double mixte (Mixed Doubles)
6. Vignoble Eddie (Vintage Eddie)
7. Que la lumière soit (Bedtime Stories)
8. Crise d'autorité (No More Mr. Vice Guy)
9. L'élixir du docteur Doug (Everybody Digs Doug)
10. Le grand frère (Really Big Brother)
11. Ce n'est pas du cinéma (Raisinette In the Sun)
12. Fermeture définitive (Snip/Duck)
13. Je t'aime, toi non plus ? (Sob Story)
14. Avant que je te quitte (Second Marriage Guy)
15. D'amour et d'eau fraîche (Swimming With the Starks)

### Troisième saison (2008-2009)
1. Remise à neuf (Speed Bumps)
2. Alors, ça roule ? (Joy Ride)
3. Un mari de rêve (Dreamguys)
4. Le parfait fiancé (Sugar Dougie)
5. Les lumières de la ville (Philadelphia Freedom)
6. Tout pour plaire (Circumdecision)
7. Le secret d'Eddie (Secret Meatball)
8. Séparation préventive (The Courtship of Eddie's Parents)
9. Gros bobard (The Buffer)
10. Le bon temps de maintenant (The Ex-Factor)
11. Positive attitude (No Complaints)
12. Le repos du ronfleur (Snore Loser)
13. Les nouveaux dans le salon (The Perfect Couple)
14. Faux départ (Ally Abroad)
15. Vieux et misérables (Family Vacation)
16. Jeux coquins (Dog Fight)
17. Chagrins de garçons (Brother's Keeper)
18. Mariage de rêve (Can't Elope)
19. Le patient impatient (The Not-So-Perfect Couple / One Night Stand)
20. Retour en cours (The Joy of Learning)
21. L'affaire est dans le sac (Handbag Story / Coupon Bag)
22. La langue au chat (Cold Case)

### Quatrième saison (2009-2010)
1. Doug, le retour… (Doug and Ally Return)
2. Chacun son coin (Separate Beds)
3. Le livre d'Eddie (Eddie's Book)
4. Pertes et tracas (Joy's Out of Work)
5. La vie en HD (Hi Def TV)
6. Tout se paye… (Independent Action)
7. Paroles, paroles (The Break-Up)
8. Ça va ? (The Check-Up)
9. Une addition trop salée (Check Mate)
10. Eddie et son double (The Concert)
11. Des vacances bien méritées (Merit Pay)
12. Voisin, voisine (The New Neighbors)
13. Dans tes rêves (The Wedding)
14. Ciel, ta mère (Joy's Mom)
15. On vend la maison (Sell The House)
16. Mamie blues (Ally's Pregnant)
17. Eddie téléphone Whitney (Smart Phone)
18. Question de taille (Big Man, Little Man)
19. Ruptures de contrat(Work Wife)
20. Les préparatifs (Baby Steps)
21. Un anniversaire d'enfer (Let's Go)
22. Mon bébé (The Baby)